# Червонослобідська сільська рада (Недригайлівський район)
Черво́нослобідська́ сільська́ ра́да — адміністративно-територіальна одиниця та орган місцевого самоврядування в Недригайлівському районі Сумської області. Адміністративний центр — село Червона Слобода.

## Загальні відомості
- Населення ради: 644 особи (станом на 2001 рік)

## Населені пункти
Сільській раді підпорядковані населені пункти:
- с. Червона Слобода
- с. Горькове
- с. Мелешківка

## Склад ради
Рада складається з 12 депутатів та голови.
- Голова ради: Сендецький Григорій Петрович
- Секретар ради: Фесенко Катерина Іванівна

### Керівний склад попередніх скликань
| Прізвище, ім'я, по батькові  | Основні відомості                                                         | Дата обрання | Дата звільнення |
| ---------------------------- | ------------------------------------------------------------------------- | ------------ | --------------- |
| Буцан Іван Федорович         | Сільський голова, 1949 року народження                                    | 26.03.2006   | 27.11.2009      |
| Сендецький Григорій Петрович | Сільський голова, 1962 року народження, освіта вища                       | 20.06.2010   | 31.10.2010      |
| Сендецький Григорій Петрович | Сільський голова, 1962 року народження, освіта вища, член Партії регіонів | 31.10.2010   | 25.10.2015      |
| Сендецький Григорій Петрович | Сільський голова, 1962 року народження, освіта вища, безпартійний         | 25.10.2015   |                 |

Примітка: таблиця складена за даними сайту Верховної Ради України та ЦВК

### Депутати VII скликання
За результатами місцевих виборів 2015 року депутатами ради стали:

#### За суб'єктами висування
| Суб'єкт висування      | Кількість обраних депутатів | %     |
| ---------------------- | --------------------------- | ----- |
| Самовисування          | 8                           | 66.67 |
| Аграрна партія України | 4                           | 33.33 |

#### За округами
| № округу | Прізвище, ім'я, по батькові  | Ким висунуто           | Дата нар.  | Освіта             | Партійна приналежність                                        | Відомості                                                      |
| -------- | ---------------------------- | ---------------------- | ---------- | ------------------ | ------------------------------------------------------------- | -------------------------------------------------------------- |
| 1        | Костенко Іван Володимирович  | Самовисування          | 16.07.1951 | загальна середня   | безпартійний                                                  | пенсіонер                                                      |
| 2        | Фесенко Катерина Іванівна    | Аграрна партія України | 17.01.1965 | вища               | безпартійна                                                   | Червонослобідська сільська рада, секретар сільської ради       |
| 3        | Костенко Лідія Іванівна      | Самовисування          | 17.08.1954 | середня спеціальна | безпартійна                                                   | пенсіонер                                                      |
| 4        | Холод Микола Олексійович     | Самовисування          | 12.08.1951 | вища               | безпартійний                                                  | песіонер                                                       |
| 5        | Циганій Світлана Михайлівна  | Самовисування          | 20.10.1965 | середня спеціальна | безпартійна                                                   | ПП «Червонослобідське-2», медична сестра                       |
| 6        | Сиромля Григорій Перович     | Аграрна партія України | 06.03.1957 | загальна середня   | безпартійний                                                  | пенсіонер                                                      |
| 7        | Сиромля Надия Миколаївна     | Аграрна партія України | 12.09.1959 | середня спеціальна | безпартійна                                                   | Червонослобідська сільська рада, головний бухгалтер            |
| 8        | Стетюха Лариса Миколаївна    | Самовисування          | 31.05.1985 | вища               | безпартійна                                                   | Червонослобідський НВК: ЗОШ I–III ст.,ДНЗ, практичний психолог |
| 9        | Горпинченко Оксана Василівна | Аграрна партія України | 11.01.1974 | середня спеціальна | безпартійна                                                   | Червонослобідська сільська рада, спеціаліст 2 категорії        |
| 10       | Циганій Вікторія Олексіївна  | Самовисування          | 23.10.1988 | загальна середня   | безпартійна                                                   | Мелешківський сільський клуб, завідувачка сільського клубу     |
| 11       | Ярмак Олеся Анатоліївна      | Самовисування          | 02.02.1982 | загальна середня   | безпартійна                                                   | ПВПЗ № 1 Л.Долинського району, листоноша                       |
| 12       | Токаренко Ліна Петрівна      | Самовисування          | 11.01.1950 | середня спеціальна | член політичної партії Всеукраїнське об'єднання «Батьківщина» | песіонер                                                       |